# トンプソン (バンド)
トンプソン（クロアチア語:Thompson）はクロアチアのロックバンド。その中心人物であり、リード・ヴォーカル、ソングライターであるM. P. トンプソン（M. P. Thompson）ことマルコ・ペルコヴィッチ（Marko Perković）のバンドとして認識されている。あるいは、トンプソンという名はマルコ・ペルコヴィッチ個人のことを示すことも少なくない。他のバンド・メンバーにはベース・ギタリストでサブ・ヴォーカルのティホ・オルリッチ（Tiho Orlić）がいるものの、それ以外のメンバーたちはあまり目立つことはない。トンプソンという名称は、マルコ・ペルコヴィッチの愛称であったトンプソン・サブマシンガンに由来している。マルコ・ペルコヴィッチはナイトウィッシュ、アイアン・メイデン、AC/DCなどの個人的なファンであると発言している。
トンプソンは毎年、「勝利と祖国への感謝の日」（en、クロアチア紛争において、アンテ・ゴトヴィナが率いた嵐作戦によって、クライナ・セルビア人共和国がクロアチア軍に制圧された日。8月5日）に、マルコ・ペルコヴィッチの出身地であるチャヴォグラヴェでコンサートを行っている。2006年には、マルコ・ペルコヴィッチはマテ・ブリッチ（Mate Bulić）、ティホ・オルリッチ（Tiho Orlić）、ドラジェン・ゼチッチ（Dražen Zečić）、イヴァン・ミクリッチ（Ivan Mikulić）、バルニ（Baruni）とともに6万人の観客の前に立った。2007年には、ドラジェン・ゼリッチ、マテ・ブリッチとラッパーのショーティ（Shorty）とともに5万人の観客の前に立った。トンプソンは、シト・チョリッチ（Šito Ćorić）、ミロスラヴ・シュコロ（Miroslav Škoro）とともにクロアチア・ワールド・ゲーム（Croatian World Games）の公式曲を歌った。トンプソンはまたクロアチア権利党の公式曲を製作した。トンプソンの楽曲「Lijepa Li Si」はミロスラヴ・シュコロ、マテ・ブリッチ、ジュリアーノ（Giulliano）、ムラデン・グルドヴィッチ（Mladen Grdović）、アレン・ヴィタソヴィッチ（Alen Vitasović）との共演によって作られた。その他の共演曲では、「Ljuta guja」でヤスミン・スタヴロス（Jasmin Stavros）、「Reci brate moj」でミロスラヴ・シュコロと共演している。
オランダ政府はファシズムの宣伝の禁止を理由に、トンプソンの楽曲の歌詞がファシズム的であるとしてオランダでの活動を禁止している。しかし、マルコ・ペルコヴィッチはボロボ・ナセリェ（Borovo Naselje、クロアチア紛争の勃発の地）でのBilo jednom u Hrvatskoj（en）ツアー・コンサートを前にインタビューに応え、「栄光あるクロアチア軍の勲章を身につけろ。若者たちが歴史の中に引きこもり、プロパガンダへと落ちていってしまうことは悲しいことだ。」と述べた。

## 歴史
1991年のクロアチア紛争の初期のころ、マルコ・ペルコヴィッチは「Bojna Čavoglave」（チャヴォグラヴェ大隊）で初めて脚光を浴びることになった。ペルコヴィッチは「トンプソン」の名義でこの曲を披露した。曲は「Za dom - Spremni!」という言葉から始まり、これは第二次世界大戦のときのウスタシャのスローガンであった（ジークハイルも参照）。ここから、この曲はもっぱら、セルビア人武装勢力からチャヴォグラヴェを防衛するクロアチア陸軍への呼びかけとなっている。この曲はクロアチア軍の士気を高めたとみられ、また同時に大変な人気を呼んだ。この曲はクロアチアの戦争音楽のコンピレーション「Rock za Hrvatsku」（クロアチアのためのロック）に登場した。
1992年、トンプソンは初のアルバムである『Moli mala』を発表した。ペルコヴィッチはこのときクロアチア軍を離れたものの、1995年には嵐作戦に参加するために短期の間、軍役に戻っている。その後、1990年代の間、時がたつにつれてペルコヴィッチはキャリア初期の人気を失い、低迷を続けた。彼は「Zmija me za srce ugrizla」（ヘビがオレのハートを噛んだ）、「Grkinjo, znaj, svemu je kraj 」（ギリシャ女よ、我々は完遂したと知れ）など、いくらかの小規模なヒットはあったものの、1998年のヒット「Prijatelji」程度の人気を繰り返すにとどまった。
2000年のクロアチア議会選挙によって、左派政権（クロアチア社会民主党と、クロアチア独立を牽引した指導者のイヴィツァ・ラチャンが率いる）が誕生すると、クロアチアの民族主義者の強い怒りを買い、トンプソンは再び人気を集めるようになった。マルコ・ペルコヴィッチはコンサートのなかで、当時の首相であったイヴィツァ・ラチャンならびに当時の大統領であったスティペ・メシッチを侮辱した。
多くのトンプソンの楽曲（「Bojna Čavoglave」、「Lijepa Li Si」、「Vjetre s Dinare」など）がクロアチアで大ヒットとなり、サッカーの試合やそのほかの大イベントの場で流されるようになった。トンプソンはクロアチアの音楽フェスティバルMelodije Mostaraで2001年に、Croatian Radio Festivalで2006年に優勝したのをはじめ、クロアチアの「勝利と祖国への感謝の日」には毎年コンサートを開いている。
トンプソンは、多くのセルビア人やユダヤ人などがヤセノヴァツ強制収容所（en）で殺害されたファシズム時代のクロアチア（クロアチア独立国を参照）を示唆した曲「Jasenovac i Gradiška Stara」を歌ったと報じられている。この曲は今日のクロアチアにおける強烈な反セルビア主義、そして狂信的なクロアチア愛国主義を代表した曲と見られている。

### E, Moj Narode ツアー
2002年に『E, Moj Narode』をリリースして以降、トンプソンはアルバムの販促のためのツアーを行った。ツアーの絶頂となったのはスプリトのポリュド競技場（en）で行われた「壮大な」 ものであった。コンサートには4万人の観衆が集まった。「Lijepa li si」を披露するときには、ミロスラヴ・シュコロ、アラン・ヴィタソヴィッチ、マテ・ブリッチ、ジュリアーノ、ムラデン・グルドヴィッチが共にステージに上がった。コンサートではペルコヴィッチは再び、彼の曲が3つの愛（神、祖国、そして家族）を標榜していることを繰り返した。
コンサートは同時に、多くの論争を巻き起こした。客席の2つは旧ユーゴスラビア国際戦犯法廷に訴追され、当時裁判中だったミルコ・ノラツ（Mirko Norac）、および当時逃亡中であったアンテ・ゴトヴィナのために用意されていた。コンサートの冒頭では、ペルコヴィッチがステージに上がるまでの間、観客は第二次世界大戦当時のクロアチアのファシストであるウスタシャの曲「Evo zore, evo dana」（en）を歌った。
2003年には、トンプソンはベスト盤『Sve najbolje』を発表。2004年にはバンドのヴォーカル兼ベースのティホ・オルリッチがソロ・アルバム『Tiho』を発表した。このアルバムにはトンプソンの曲を2曲収録し、またマルコ・ペルコヴィッチとも共演している。
このツアーは2005年にも散発的に行われた。国際的には、シドニーのシドニー・エンターテイメント・センター（Entertainment Centre）、メルボルンのヴォーダフォン・アリーナ（Vodafone Arena）で5月に行われた。ツアーの終わりには、アルバムの売上げは6万枚を超え、クロアチアでゴールド・レコードとなった。
2006年の6月にマルコ・ペルコヴィッチは、難病を抱える子どもたちと家族を支えるためにマクシミル（Maksimir）で行われた有名人によるサッカーの試合に加わった。

### Bilo jednom u Hrvatskoj ツアー

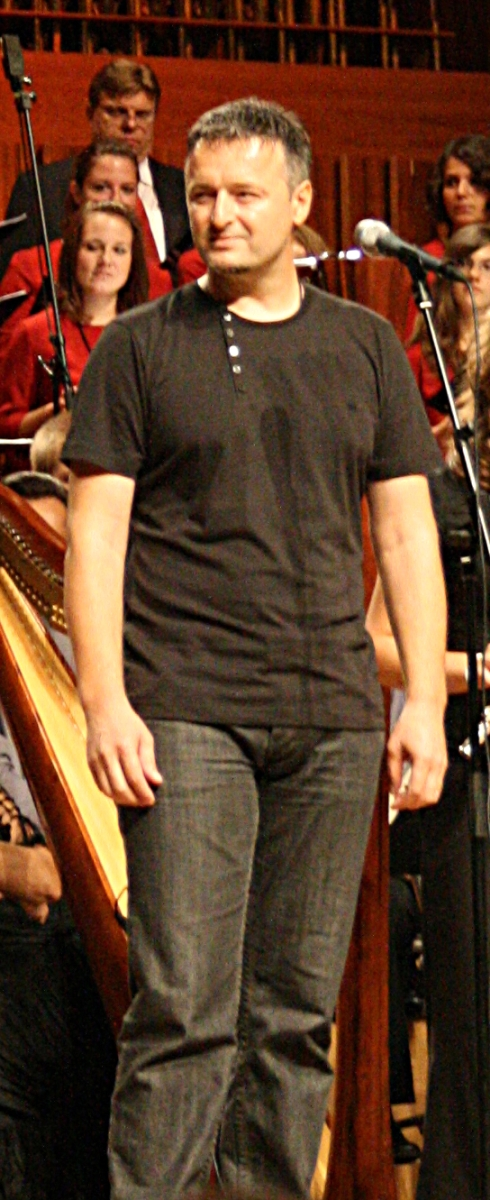
マルコ・ペルコヴィッチ。「Križ nek' ti sačuva ime」コンサートにて。

アルバム『Bilo jednom u Hrvatskoj』は2006年12月にリリースされた。年末のリリースであったにもかかわらず、このアルバムはクロアチアにおいてこの年で2番目に多く売れたアルバムとなった。その直後にトンプソンは、四旬節から夏にかけてクロアチアおよび欧州の諸都市でのツアーを実施し、その絶頂をザグレブのマクシミル競技場で締めくくると発表した。ツアーはボロヴォ・ナセリェ（en:Borovo Naselje）近くのヴコヴァルから始まり、およそ4000人のファンがトンプソンのパフォーマンスをみに集まった。
ツアーはジャコヴォ（Đakovo）へと続き、その後のフランクフルトではBallsporthalleでおよそ1万5千人の観衆を前にパフォーマンスを行った。近くのホールではボブ・ディランのコンサートに2千人が集まっていた。トンプソンが1万5千人を集めていると知ったボブ・ディランは、そのコンサートへ連れて行って欲しいと頼み、トンプソンの音楽を気に入ったという。6月には、アルバムの売上げは10万枚を超え、クロアチアでは驚異的な枚数となった。
最初のクロアチアでのツアーはザグレブのマクシミル競技場で行われた最大のコンサートで幕を閉じた。トンプソンは6万人の観衆を前にパフォーマンスを行った。コンサートはクロアチアの公共放送で中継された。次のツアーではスプリトのスタリ・プラツ（Stari plac）で2万5千人を前にパフォーマンスを行った。ショーはライブCD用に録音された。
クロアチアの2007年の沿岸火災（Kornati firefighter tragedy of the summer of 2007）以降、トンプソンはそれを記念した曲「Ovo nije kraj」（これは終わりではない）を製作したり、ポリュドで開かれたチャリティ・サッカーに参加したりしている。
トンプソンは2007年11月にはニューヨークで2つのコンサートを行い、ユダヤ人団体からの抗議を呼んだ。これらのロビー団体はニューヨークの大主教区に対してショーを中止させるように求めたが、トンプソンがナチズムを宣伝している証拠はないとして求めには応じなかった。実際にコンサートのひとつに参加したワシントン・ポストの記者も、ネオナチとの関連の証拠はないと確信した。トンプソンのトロントで行われたコンサートは、会場として予定されていた収容人数2千人のKool Hausをキャンセルし、新たに会場となった同地のクロアチア人センターに5千人の観衆を集めた。そのほかのツアーは予定通りに行われた。
トンプソンは2007年の11月にクロアチアに帰国し、その後ボスニア・ヘルツェゴビナのトミスラヴグラード、ノヴィ・トラヴニク、シロキ・ブリイェグ、チャプリナへとコンサートを続けた。トンプソンがオーストラリアに赴く前、クロアチアで最後のコンサートは、ドラジェン・ペトロヴィッチ・バスケットボール・ホール（Dražen Petrović）で開かれるKKツィボナ（KK Cibona）の定例のクリスマス・チャリティ・ショーで、利益はザグレブ大聖堂に寄贈される。オーストラリアでのツアーにはメルボルンのフェスティバル・ホール（Festival Hall）、大晦日のシドニーでのシドニー統一スポーツ・センター（Sydney United Sports Centre）、およびアデレード、パースなどがあった。オーストラリアの反中傷委員会B'nai B'rithは、トンプソンのオーストラリア入国ビザ取得を阻止しようとロビー活動を行ったが、政府はトンプソンはオーストラリアの法に抵触しないとしてこれを退けた。クロアチアでの幾らかのゲスト出演の後、ラッパーのショーティ（Shorty）は、延べ2万2千人を動員するトンプソンのオーストラリア・ツアーに加わることを表明した。

## トンプソンの音楽とサッカー
トンプソンのヒット曲「Lijepa li si」はマクシミル競技場で行われる全てのサッカークロアチア代表の試合の前とハーフタイムに慣習的に流される。2007年には批判を受け、対イスラエル戦においてこの曲は流れなかった。この試合以降、クロアチアの選手ヨシップ・シムニッチ（Josip Šimunić）およびダリヨ・スルナ（Darijo Srna）は曲が流されなかったことに関する懸念を表明した。国際的に、またイスラエルのリーグで長期間にわたって活躍したクロアチア人の元選手ジョヴァンニ・ロッソ（Giovanni Rosso）は、イスラエル・サッカー協会（en）の誰もがこの曲のことを気にはしないと語った。後に、クロアチアのマネージャ スラベン・ビリッチ（Slaven Bilić）もまたトンプソン擁護にまわった。論争は、クロアチアが3-2で勝利したウェンブリー・スタジアムでの対イングランド戦において、クロアチアの選手がファンとともに自らこの曲を歌ったことによって終焉を迎えた。

## 批判と論争
トンプソンはクロアチア紛争のさなかにリリースされた1991年のヒット曲『Bojna-Čavoglave』によって有名になった。この当時クロアチア人は、クロアチアのユーゴスラビアからの独立宣言に反対したセルビア人と戦争状態にあった。この曲は、マルコ・ペルコヴィッチの故郷であり、ダルマチア地方の内陸部・後背地域に位置するチャヴォグラヴェの村から、クロアチア人の大隊による戦闘を描写したものである。この曲は第二次世界大戦時にウスタシャが使用した「Za dom - Spremni!」（故郷のために、備え!）のスローガンを含んでいる。このスローガンはもとは19世紀のクロアチアの総督、ヨシップ・イェラチッチ（Josip Jelačić）に対する挨拶として用いられたものである。この元の形は、「Za dom! - Spremni umrijeti!」（故郷のために、死ぬ備え!）であった。このことはあまり知られておらず、現在ではこのスローガンはもっぱらファシズムのクロアチア独立国のスローガンとみなされている。この曲「Bojna-Čavoglave」はクロアチア軍の士気を高めたと見られている。この曲は後にボシュニャク人によって変造・再録音され、そこではボスニアのセルビア人について歌っている。
トンプソンの曲「Anica - Kninska Kraljica」（1993年）には次のような歌詞が含まれている:
Zbog Anice i bokala vina, zapalit ću Krajinu do Knina
Zapalit ću dva, tri srpska štaba, da ja nisam dolazio džaba
そのおおよその意味は:
アニツァと1杯のワインによって、オレはクニンに至るまで全てのクライナ（クライナ・セルビア人共和国）に火をかける
オレは2、3のセルビア人の司令部に火をかける、オレの旅を無駄にしないために
これはセルビア人からは、セルビア人に対する暴力を呼びかけたものと見られている。当時クロアチア軍はクライナ・セルビア人共和国と戦争状態にあったため、この曲はそれ以上に反乱地域（クライナ・セルビア人共和国）とその準軍組織に立ち向かうクロアチア軍に対する呼びかけという面が強い。トンプソンはこの戦争の時代に作られた曲の中ではこうした（反セルビア的な）憎悪のメッセージを使用している。
2003年、ペルコヴィッチが歌詞を改変したバージョンの「Jasenovac i Gradiška Stara」を録音したことが、ジャーナリストのマティヤ・バビッチ（Matija Babić）によって明らかになった。
この曲の歌詞には次のようなものが含まれている:
Jasenovac i Gradiška Stara, to je kuća Maksovih mesara
U Čapljini klaonica bila, puno Srba Neretva nosila
Sjajna zvijezdo iznad Metkovića, pozdravi nam Antu Pavelića
そのおおよその意味は:
ヤセノヴァツ（強制収容所、en）とスタラ・グラディシュカ（強制収容所、en）はマックス（マックス・ルブリッチ、Maks Luburić）の肉屋の家
チャプリナ（Čapljina）に屠殺場があって、ネレトヴァ川がセルビア人を運び去る
メトコヴィッチ（Metković）の上の輝く星は、アンテ・パヴェリッチへのメッセージを運ぶ
これらの第二次世界大戦関連の内容の他に、この曲は次のような歌詞も含んでいる
「Račane, jeba ti pas mater, i onome tko glasa za te」（おおよその意味:イヴィツァ・ラチャンよ、願わくばイヌが貴様の母親をファックせんことを、そして貴様に投票した連中の母親をファックせんことを！）、そして「Gospe sinjska, ako si u stanju, uzmi Stipu a vrati nam Franju」（おおよその意味は次の通り:シニ（Sinj）の聖母よ、できることならスティペ（スティペ・メシッチ）を連れて行って、フラニョ（フラニョ・トゥジマン）を連れ戻してください）と、左派である当時の大統領スティペ・メシッチや首相イヴィツァ・ラチャンについて言及している。
ペルコヴィッチはウスタシャへの非同調を折に触れ言及している。ウスタシャは枢軸国占領下の1941年から1945年にかけてのクロアチアを支配したファシスト組織である。
2004年、トンプソンはオランダのアムステルダムでのコンサートを阻止された。これに対して、ペルコヴィッチは「今なおキリストを十字架に張り付けて苦しめ続けているユダヤ人に対して、イエス・キリストがそうであったように、オレもなんとも思っていない」と述べた。この発言はクロアチアのメディアに大騒ぎを引き起こした。
2007年6月、サイモン・ウィーゼンタール・センターはクロアチアの大統領スティペ・メシッチに対して手紙を送り、「ザグレブで6万人の観衆を集めるクロアチアの極右歌手『トンプソン』がロック・コンサートにおいて、ファシストの敬礼やシンボル、制服を大規模に提示する事例の発生に対する、強い怒りと嫌悪感」を表明した。幾らかのユダヤ人の団体はトンプソンの歌詞をミスリードして発信することで知られ、たとえばB'nai B'rith反中傷委員会のマニー・ワクス（Manny Waks）は事実に反して、ペルコヴィッチが「オレの父はウスタシャだった、だからオレもだ」と歌ったと主張した。
2007年6月17日にザグレブで行われたコンサートの2週間後、サイモン・ウィーゼンタール・センターによるペルコヴィッチはファシストであるとする主張に対して、ペルコヴィッチは「オレもバンドのメンバーも、マクシミル競技場の6万人の観衆の中にウスタシャの象徴をまとった奴は誰も見ていない。」と述べた。

### 批判に対するペルコヴィッチの反応
ペルコヴィッチは、自身はウスタシャでもファシストでもなく、愛国者であるとしている。ペルコヴィッチは、いかなる他の民族や宗教やイデオロギーの異なる人たちとの不和も望んでいないとした。それにもかかわらず、ペルコヴィッチの立場は彼のウスタシャへの非難よりも、はるかにウスタシャへの支持を確認するものとなっている。彼はクロアチア独立国への支持を公言し、メディア上で少なくとも20回にわたって表明している。。ペルコヴィッチがウスタシャには反対の意見を述べても、これらの事実を勘案すればその信用性は高いとは言えず、むしろファシズム活動に対する法的規制によってバンドが解散させられる等の事態を回避するための手段に過ぎないと見られている。
2007年4月13日のヴコヴァルのコンサートでペルコヴィッチは「オレは誰にもコンサートで何を着るかなんて命令できないし、『U』の字の入った帽子やシャツを着ろなんて言っていない。諸君に対するオレのメッセージは、クロアチア独立戦争での栄光あるクロアチア軍の勲章を身につけろ、ということだ。若者たちが歴史の中に引きこもり、プロパガンダへと落ちていってしまうことは悲しいことだ。」 と発言した。
ペルコヴィッチはBilo jednom u Hrvatskojツアーにおいて、多くのユダヤ人組織からの抗議にあった。フランクフルトで開かれた際には、ユダヤ人組織はドイツ政府に対して、ファシズム的な歌詞を理由にコンサートを禁止するように強く求めた。ドイツ政府がトンプソンの歌詞のドイツ語訳を受け取ったとき、これらの要求は政府によって却下された。
2007年6月17日のザグレブ、マクシミル競技場でのコンサートでは、ペルコヴィッチは再び自身はファシストではないと述べた。ペルコヴィッチの発言は次の通りである:
オレたちがファシスト、ナチスだっていう批判や攻撃を頻繁に受けて、そのせいでオレたちの曲を聴く諸君までもがそうであるかのごとく言われている。オレたちは批判してきている連中に言ってやりたい、オレたちはファシストでもナチスでもなく、クロアチアの愛国者であると。そのために生きる価値があるのだと。クロアチアという国ができたがために、オレたちのクロアチアは、血にまみれ、この世代の、この犠牲者の世代の中にあるのだと。
これに賛同の意を示した観衆は、中世クロアチアの鬨（とき）の声である「U boj, u boj - za narod svoj!」（戦へ、戦へ、われらが民衆のために！）をあげた。

## メンバー
バンドの恒常的なメンバーはマルコ・ペルコヴィッチのみであり、ペルコヴィッチはバンドそのものと位置づけられている。
Bilo jednom u Hrvatskojツアー時のメンバーは次の通りである:
- フェドル・ボイッチ（Fedor Boić）
- ダミル・リポシェク・ケックス（Damir Lipošek Kex）
- トミスラヴ・マンダリッチ（Tomislav Mandarić）
- ティホ・オルリッチ（Tiho Orlić）
- マルコ・ペルコヴィッチ（Marko Perković）
- ダミル・ショメン（Damir Šomen）

## ディスコグラフィー

### アルバム
| タイトル                | 年         | レーベル        |
| ----------------------- | ---------- | --------------- |
| Moli mala               | 1992年     | Croatia Records |
| Vrijeme škorpiona       | 1995年     | Croatia Records |
| Geni kameni             | 1996年     | Croatia Records |
| Vjetar s Dinare         | 1998年     | Croatia Records |
| E, moj narode           | 2002年     | Croatia Records |
| Bilo jednom u Hrvatskoj | 2006年12月 | Croatia Records |

### コンピレーション・アルバム
| タイトル     | 年     | レーベル        |
| ------------ | ------ | --------------- |
| Sve najbolje | 2003年 | Croatia Records |

### コンサート・アルバム
| タイトル                                    | 年     | レーベル        |
| ------------------------------------------- | ------ | --------------- |
| Bilo Jednom u Hrvatskoj: Split - Stari plac | 2007年 | Croatia Records |

### コンサート・ビデオ
| タイトル                                  | 年     | レーベル        |
| ----------------------------------------- | ------ | --------------- |
| Turneja: E, moj narode                    | 2004年 | Croatia Records |
| Turneja: Bilo jednom u Hrvatskoj Maksimir | 2007年 | Croatia Records |

### ティホ・オルリッチのアルバム
| タイトル | 年     | レーベル        |
| -------- | ------ | --------------- |
| Tiho     | 2004年 | Croatia Records |

## フェスティバル参加
クロアチアの音楽では、長年フェスティバルは重要な役割を果たしてきており、フェスティバルのために新曲がリリースされ、最もよい曲がその勝者となる。トンプソンが参加したフェスティバルは次の通りである:
- クロアチア・ラジオ・フェスティバル: 1999年、2002年、2006年（受賞）
- Etnofest Neum: 1996年、1998年、1999年、2000年
- Melodije Mostara: 2001年
- Split Festival: 1992年、1993年、1994年、1995年、1996年、1997年、2002年